# Фернер, Вальдемар
Вальдемар Фернер (нем. Waldemar Verner; 27 августа 1914 года, Хемниц — 15 февраля 1982 года, Берлин) — военный и политический деятель ГДР. В 1959—1979 годах начальник Главного политического управления ННА, адмирал (1961 год.) Брат Пауля Фернера.

## Биография
Из семьи рабочего-металлиста. Обучался по специальности декоратора. В 1923 году вступил в Молодёжный союз Спартака (нем. Jungspartakusbund), в 1929 году — в Коммунистический союз молодёжи Германии. C 1930 года — член КПГ. После прихода Гитлера к власти был арестован по обвинению в подготовке государственной измены.
В 1935 году ему удалось эмигрировать в Советский Союз. В том же году он принял участие в VI Всемирном конгрессе Коммунистического интернационала молодёжи. После этого обучался в Международной ленинской школе. С 1938 года он находился на нелегальном положении в Дании.
В декабре 1945 года возвратился в Германию. В 1946—1947 годах занимал должность Председателя окружного комитета СЕПГ в Хагенове. В мае 1947 года он стал Председателем окружного комитета СЕПГ в Штральзунде, сменив на этом посту Эрнста Гута. В сентябре 1947 года — делегат II съезда СЕПГ, 6-7 декабря того же года — делегат 1-го Немецкого Народного конгресса в Берлине. В мае 1949 года был избран в состав 3-го Немецкого Народного Конгресса.
15 июня 1950 года Вальдемар Фернер получил звание генерал-инспектора и был назначен руководителем Главного Управления морской полиции, которое подчинялось Министерству внутренних дел ГДР (нем. Hauptverwaltung Seepolizei im Ministerium des Innern). 1 июля 1952 года Управление было реорганизовано в Морскую народную полицию (нем. Volkspolizei (VP)-See) со штаб-квартирой в Штральзунде. Фернер возглавлял её до 31 августа 1955 года. 1 октября 1952 года ему было присвоено звание вице-адмирала. В 1954 году он стал кандидатом в члены ЦК СЕПГ. В 1955—1956 годах проходил обучение в Военно-Морской академии в Ленинграде.
С 1 января 1957 года по 31 июля 1959 года — командующий ВМС ГДР. С 1 августа 1959 года и вплоть до отставки (31 декабря 1978) — заместитель Министра Национальной обороны ГДР, начальник Главного политического управления ННА. 1 марта 1961 года ему первым в ГДР было присвоено звание адмирала.
С 1964 года — член ЦК СЕПГ. В 1979 году он был назначен генеральным секретарём комитета ГДР по ОБСЕ. В 1981 году стал депутатом Народной палаты ГДР.

## Награды
- Орден Шарнхорста (1966);
- Орден За заслуги перед Отечеством (1969);
- Военный орден «За заслуги перед народом и Отечеством» (1970);
- Орден Карла Маркса (1974);
- Почётная пряжка к Ордену За заслуги перед Отечеством.
- Звание почётного гражданина города Штральзунда (8 мая 1980 года). После объединения Германии был лишён этого звания.